# Честка
Честка — река в Нижегородской области России, протекает по территории Городского округа Бор и Городецкого района.
Устье реки находится в 21 км по левому берегу реки Санды. Длина реки составляет 17 км, площадь водосборного бассейна — 74,5 км².
Река вытекает из пруда в черте посёлка Сормовский Пролетарий. Течёт на юг, на берегах многочисленные небольшие деревни. Впадает в Санду у деревни Морозово.

## Данные водного реестра
По данным государственного водного реестра России относится к Верхневолжскому бассейновому округу, водохозяйственный участок реки — Волга от Горьковского гидроузла и до устья реки Ока, речной подбассейн реки — Волга ниже Рыбинского водохранилища до впадения Оки. Речной бассейн реки — (Верхняя) Волга до Куйбышевского водохранилища (без бассейна Оки).
По данным геоинформационной системы водохозяйственного районирования территории РФ, подготовленной Федеральным агентством водных ресурсов:
- Код водного объекта в государственном водном реестре — 08010300512110000017497
- Код по гидрологической изученности (ГИ) — 110001749
- Код бассейна — 08.01.03.005
- Номер тома по ГИ — 10
- Выпуск по ГИ — 0